# 1453
| 1453               |
| ------------------ |
| Dødsfald - Fødsler |
|                    |

| Gregoriansk kalender | 1453 MCDLIII            |
| Ab urbe condita      | 2206                    |
| Armensk kalender     | 902 ԹՎ ՋԲ               |
| Kinesiske kalender   | 4149 – 4150 壬申 – 癸酉 |
| Etiopisk kalender    | 1445 – 1446             |
| Jødisk kalender      | 5213 – 5214             |
| Hindukalendere       |                         |
| - Vikram Samvat      | 1508 – 1509             |
| - Shaka Samvat       | 1375 – 1376             |
| - Kali Yuga          | 4554 – 4555             |
| Iransk kalender      | 831 – 832               |
| Islamisk kalender    | 857 – 858               |

Konge i Danmark: Christian 1. 1448 – 1481
Se også 1453 (tal)

## Begivenheder
- 29. maj – Osmannerne erobrer Konstantinopel og sætter dermed punktum for Det Byzantinske Rige
- 17. juli  - Hundredårskrigen mellem England og Frankrig afsluttes efter englændernes nederlag i slaget ved Castillon
- 19. oktober – Hundredårskrigen mellem Frankrig og England slutter (efter 116 år!).

## Født
- 13. november - Christopher 1. af Baden; markgreve,
- (Dato ukendt) - Jacob Obrecht; flamsk komponist.
- (Cirka) - Afonso de Albuquerque; portugisisk søfarer, opdagelsesrejsende og admiral.

## Dødsfald
- 24. december – John Dunstable, engelsk komponist.